# Garret D. Wall
Garret D. Wall (Middletown Township, 1783. március 10. – Burlington, 1850. november 22.) az Amerikai Egyesült Államok szenátora (New Jersey, 1835–1841).